# Myzostoma australe
Myzostoma australe is een ringworm uit de familie Myzostomatidae.
Myzostoma australe werd in 2003 voor het eerst wetenschappelijk beschreven door Rouse.